# پت اوکانر (راننده مسابقه)
پت اوکانر (انگلیسی: Pat O'Connor؛ زادهٔ ۹ اکتبر ۱۹۲۸ در ورنون شمالی، ایندیانا، درگذشتهٔ ۳۰ مهٔ ۱۹۵۸ در ایندیاناپلیس، ایندیانا) رانندهٔ مسابقات اتومبیل‌رانی فرمول یک اهل ایالات متحده آمریکا بود که از فصل ۱۹۵۳ تا ۱۹۵۸ در مجموع در شش گراند پری شرکت کرد، اما موفق به کسب هیچ امتیازی نشد.
اوکانر در ۳۰ مهٔ ۱۹۵۸ بر اثر تصادف رانندگی و گرفتار شدن در آتش در دور اول مسابقهٔ ایندیاناپلیس ۵۰۰، در ایندیاناپلیس، ایندیانا درگذشت.